# Застава М72
Zastava M72 — семейство югославских и сербских ручных пулемётов. Серийный вариант пулемёта Zastava M65.

## Конструкция
Автоматика работает по принципу отвода части пороховых газов с длинным ходом поршня. Запирание канала ствола производится поворотом затвора с двумя боевыми упорами. Ствол с 4 нарезами, шаг нарезов 240мм. На стволе имеется оребрение для охлаждения. В дульной части ствола нарезана резьба для установки дульных устройств. На стволе закреплена складная сошка. Предохранитель-переводчик расположен на правой стороне ствольной коробки. Обозначения положений переводчика: U («Ukočeno», предохранитель), R («Rafalna», очередь), J («Jedinačna», одиночные). Режимы огня — непрерывный или с отсечкой по одному выстрелу. В газовой каморе мог быть установлен регулятор для изменения скорости отката затворной рамы. Прицельные приспособления состоят из мушки и прицела секторного типа с механизмом внесения поправок на боковой ветер и на боковое движение цели, могли оснащаться тритиевыми элементами для стрельбы в тёмное время суток.

## Варианты
- M72 — фрезерованная ствольная коробка, нескладной деревянный приклад, ствол закреплен в ствольном вкладыше на резьбовом соединении, затворная задержка реализована отдельной деталью в ствольной коробке[11], пулемёт не принимает магазины от последующих вариантов M72 и АК.
- M72B — фрезерованная ствольная коробка, нескладной деревянный приклад, ствол запрессован в ствольный вкладыш и закреплен поперечным штифтом, укорочена колодка мушки, затворная задержка реализована выступом на подавателе магазина[12], пулемёт стал принимать магазины от АК.
- M72B1 — штампованная из стального листа 1.5 мм ствольная коробка, нескладной деревянный приклад. Изменено крепление приклада: теперь он присоединялся не к заднему вкладышу, а непосредственной к ствольной коробке. Затвор и затворная рама облегчены. В УСМ добавлен замедлитель курка. Предохранитель-переводчик доработан[13].

- M72B1N — вариант M72B1 с креплением типа «ласточкин хвост» на левой стороне ствольной коробки для ночного прицела Zrak PN 5×80. Полное обозначение — M72B1N-PN.
- M72AB1 — вариант M72B со стальным, складным вниз под цевьё прикладом.

- M72AB1N — вариант M72AB1 с креплением типа «ласточкин хвост» на левой стороне ствольной коробки для ночного прицела Zrak PN 5×80. Полное обозначение — M72AB1N-PN.

## Страны-эксплуатанты
- Босния и Герцеговина[18][19]
- Ирак — M72, а также копия иракского производства «Аль-Кудс»[20][21] (с араб. — «Иерусалим»).
- Исламский Эмират Афганистан: захвачены талибами после падения правительства Республики Афганистан[22].
- Северная Македония[23][24][25]
- Сербия[26]
- Словения[27]
- Украина — неизвестное количество M72B1 поставлены ВСУ в 2022 году Словенией и Хорватией[28].
- Хорватия[29]
- Черногория[30][31]

### Бывшие эксплуатанты
- Югославия[32]